# پست‌بوم سیبری شرقی
پست‌بوم سیبری شرقی (روسی: Восточно-Сибирская низменность) یا پست‌بوم یانا-کولیما دشت پهناوری در شمال‌شرقی سیبری در روسیه است. این پست‌بوم (Lowland) یکی از مناطق بزرگ روسیه به‌شمار می‌رود که از نظر تقسیمات کشوری، بخشی از جمهوری یاقوتستان است.
پست‌بوم سیبری شرقی به دلیل سختی آب و هوا عمدتاً خالی از سکنه است م نقاط مسکونی در این منطقه، کوچک و پراکنده هستند.

## جغرافیا
پست‌بوم سیبری شرقی منطقه وسیعی است که در انتهای شمال‌شرقی قرار دارد. این منطقه تقریباً مثلثی‌شکل است و حدود ۱٬۳۰۰ کیلومتر در راستای شرقی-غربی و ۱٬۱۰۰ کیلومتر در راستای شمالی-جنوبی کشیده شده‌است که به‌سمت جنوب به‌تدریج باریک‌تر و مرتفع‌تر شده و به داخل قاره کشیده می‌شود. به جز بخش‌های کوچکی در انتهای جنوبی، تقریباً کل این پست‌بوم در شمال مدار قطبی قرار دارد. این پست‌بوم شامل نقاط پست و کم‌ارتفاع، دشت‌های آبرفتی، مناطق مردابی و هزاران دریاچه است.
پست‌بوم سیبری شرقی از سمت شمال به سواحل حاشیه‌ای کم‌عمق اقیانوس شمالگان، دریای لاپتف و دریای سیبری شرقی منتهی می‌شود. جزایر بزرگ سیبری نو و جزایر کوچک‌تر مدوژی نیز بخشی از این منطقه به‌شمار می‌روند. این پست‌بوم از غرب، جنوب و جنوب‌غرب با کوه‌های سیبری شرقی محدود می‌شود که شامل کوهستان ورخویانسک، رشته‌کوه چرسکی و تپه‌ماهورهای پیرامون آنها می‌شود.
پست‌بوم سیبری شرقی توسط پیچان‌رود‌هایی بریده شده که بیشتر آنها به سمت شمال جریان دارند. مهم‌ترین این رودها عبارتند از رود یاناَ، رود اندگریکا و رود کولیما و انشعابات فرعی آنها مانند رودهای کوچک‌تر آلازیا، سوندورن و خروما. به‌جز رودهای بسیار بزرگ، بیشتر رودهای این پست‌بوم در فصل زمستان تا انتها منجمد می‌شوند.
خاک منجمد نوع غالب خاک در پست‌بوم سیبری شرقی است و پدیده‌های مرتبط با خاک‌های منجمد در این منطقه به چشم می‌خورد.